# 札幌三井JPビルディング

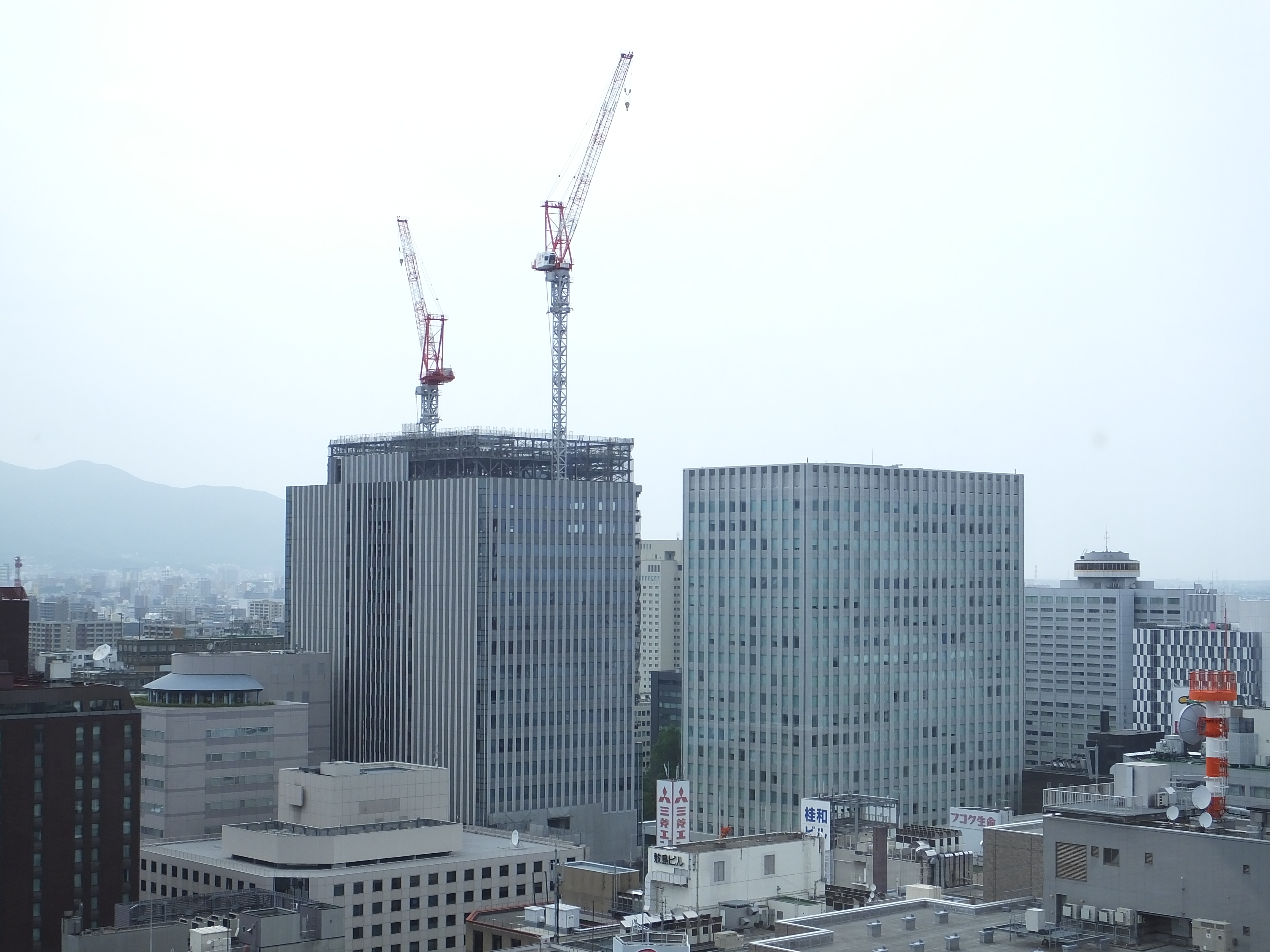
建設中の札幌三井JPビルディング（左）と日本生命札幌ビル（右）

札幌三井JPビルディング（さっぽろみついジェーピービルディング）は、札幌市中央区北2条西4丁目にある超高層ビル。

## 概要
敷地面積約5,510m2の当地に三井不動産と日本郵便の共同で建設された超高層ビル。計画名は「北2条西4丁目計画」という呼称がある。
2006年（平成18年）の当初の計画時点では地下4階・地上36階で延べ床面積約99,000m2というもので、上層階にホテルを誘致し、旧ビル解体後の2008年（平成20年）春に着工・2012年（平成24年）春に竣工、高さは185mで道内一のビルとなる予定であった。しかし旧ビルの解体作業は終わったものの、オフィス需要減少などの影響を受け竣工は予定より1年以上遅れると報じられた。当初上層階に誘致するホテルには、外資系高級ホテルのウェスティンやマリオットなどが名を連ねたが、金融危機の影響で白紙撤回されている。その後他の外資系を含むホテルと交渉を重ねた結果、2010年（平成22年）には帝国ホテルの進出で調整に入った。しかし観光需要が低迷し、ホテル誘致には時間がかかると判断したため断念した。断念に至るまで、当初の着工予定だった2008年（平成20年）以来4年もの間中心部の一等地が空き地のまま放置されてきたため、都心まちづくりを進める上でこれ以上の計画遅延は好ましくないという市側の意向もある。なお2010年代は札幌都心部のビルが一斉に建て替え時期を迎え、それに合わせて2012年（平成24年）1月には「札幌駅・大通駅周辺地域」が都市再生特別措置法に基づく特定都市再生緊急整備地域に指定されている。
規模は地上20階・地下3階で延床面積は約68,000m2まで縮小され、低層階が商業施設・中高層階がオフィスビルとなり、2012年（平成24年）4月23日に着工。高さは環境アセス逃れのため99.95mに変更された。構造はS造（一部RC造・SRC造）で、地下1階から地上4階までが商業施設（赤れんがテラス）、地上6 - 19階がオフィスビルとなる。延床面積のうち、テナント商業施設面積が8,495.65m2、テナントオフィス面積が25,423.60m2である。オフィスは基準階床面積約560坪・天井高2.8mの無柱空間。地下2階には約250台収容可能な駐車場が、オフィスと商業施設の間に挟まれた地上5階には道庁赤レンガを眺める展望テラスが設けられている。地上1 - 4階には常緑の高木を植えたアトリウム空間、地上1階屋外には道庁向きに辻広場を設け、それぞれ憩いの空間とする。また低層部の屋上は緑化が計画されている。
2014年（平成26年）8月1日の竣工と同時にオフィス部分が公開され、テナントが順次入居。商業施設の「赤れんがテラス」は、開業時点では飲食店を中心に27店舗が出店して、2014年（平成26年）8月28日に開業した。
このビルの竣工に伴い、ビルに面する北3条通（北海道庁赤れんが庁舎から札幌駅前通まで）を廃止して「北3条広場」という歩行者専用空間へ変更し、2014年（平成26年）7月19日に供用開始された。オープンカフェなどを設け多目的に利用されている。また、このビルに先行して開設された札幌駅前通地下歩行空間には地下1階で接続している。
2016年には、札幌三井JPビルディングと札幌市北三条広場が第57回BCS賞を受賞した。

### 入居施設（テナントオフィス）
- アクサ生命保険札幌本社[11]（登記上の本店は東京都港区）
- アズビルトレーディング札幌営業所
- アマゾンジャパン札幌法人対応テクニカルサポートセンター
- 鹿島建設北海道支店
- かんぽ生命保険札幌支店[12]
- JA三井リース札幌支店
- 大興物産北日本支店札幌営業所
- パーソナル札幌
- 日立製作所北海道支社
- 日立産業制御ソリューションズ北海道営業所
- 日立パワーソリューションズ北海道支店
- 日立保険サービス札幌あんしんセンタ
- 富士通北海道支社
- 北海道日立システムズ札幌支店
- 三井住友信託銀行札幌支店
- 三井物産北海道支社
- 三井不動産北海道支店
- オリエンタルランド東京ディズニーリゾートオンライン予約・購入サポートデスク

### 赤れんがテラス

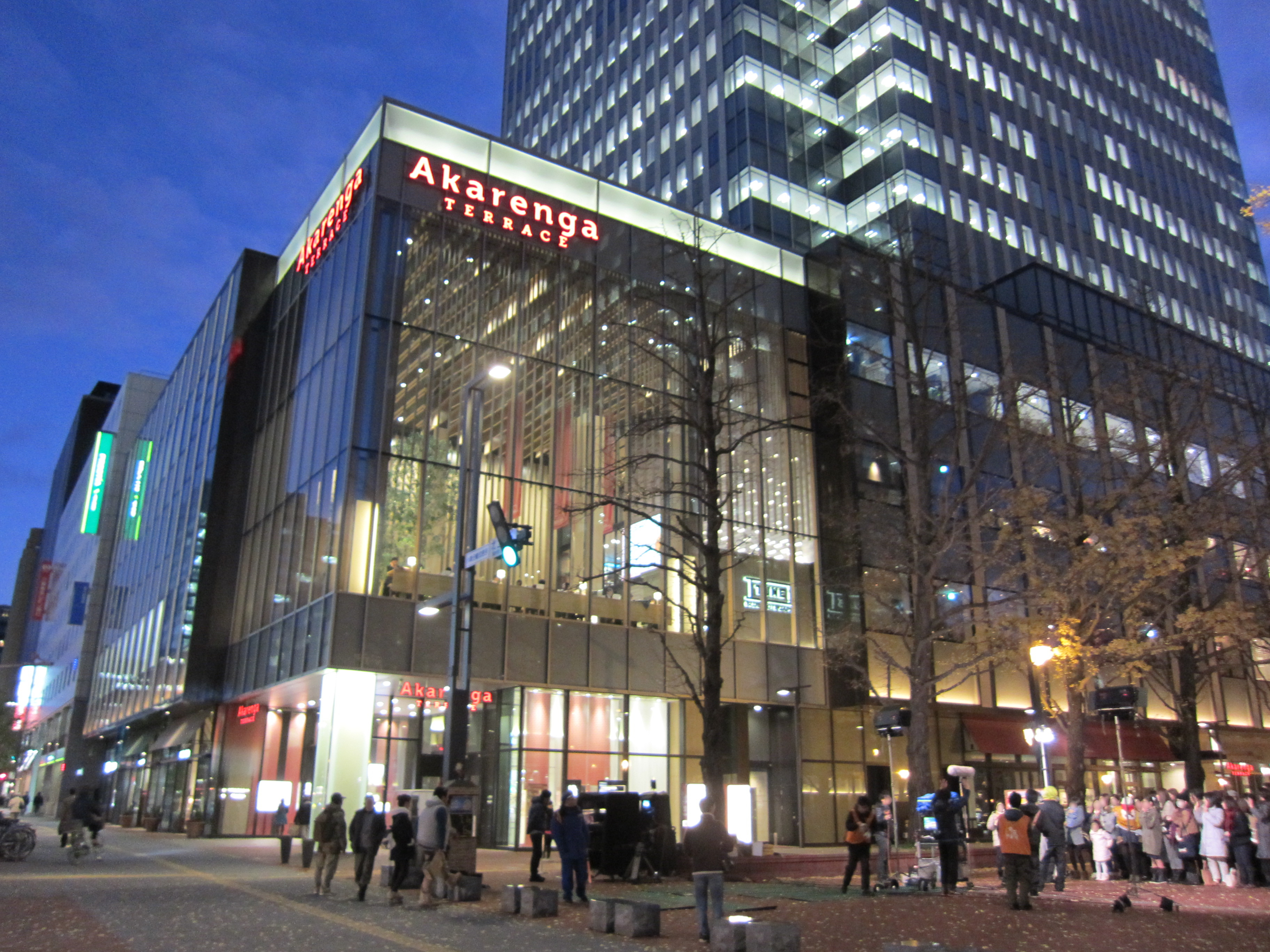
赤れんがテラス（2015年11月）

赤れんがテラスは「新しい感性と出会う、札幌の中庭」をコンセプトとしており、飲食20店舗・物販4店舗・サービス3店舗が出店している。周辺施設と一体となった賑わい空間を創出するために、地上5階の展望テラスを含む5つのテラスが設けられているのが特徴である。
札幌駅前通地下歩行空間との接続部である地下1階には「地下テラス」を整備し、光天井やデジタルサイネージを活用して地上との回遊性向上を目指している。そして地上では札幌市北3条広場との一体性を重視し、地上1階には「オープンテラス」、地上2階には憩いの広場空間として「アトリウムテラス」をそれぞれ整備し、吹き抜けとしている。3階にはフードコート「バルテラス」を整備し、そこに地場の飲食店6店舗を集めることによって、北海道・札幌の食文化発信地の役割を持たせている。内装は煉瓦や木材を多用し、札幌市北3条広場とともに赤れんがのイメージを持たせている。

## 札幌三井ビルディング
かつて当地に存在したビルである。

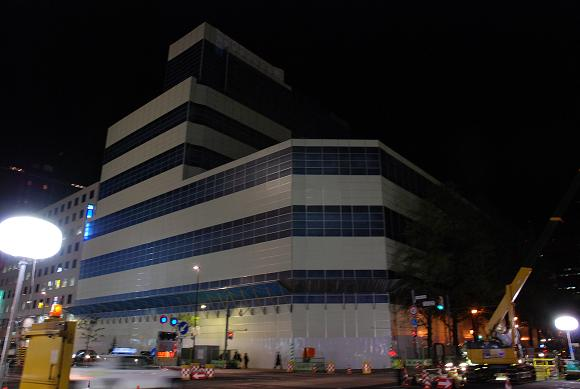
（旧）札幌三井ビルディング解体工事

- 1958年（昭和33年）、当地に建つ札幌五番舘ビルを三井不動産が取得して「札幌三井ビルディング」と改称し、管理運営を始める[14]。
- 1964年（昭和39年）、南側に新館を増築[15]。
- 1972年（昭和47年）、西側に別館を増築[15]。
- 2004年（平成16年）、別館1階にて「さっぽろ赤レンガカフェ」の営業を開始。
- 2008年（平成20年）春、老朽化・耐震不足から建て替えを企図し、取り壊された。